# Bratislavas demografi
Denne artikel er en oversigt over Bratislavas demografi.

## Befolkning
I følge folketællingen i 2001 havde byen 428.672 indbyggere (for 2005 bliver det estimeret 425.459). Den gennemsnitlige befolkningstæthed var 1.157 indbyggere pr. km². Bratislava V er Bratislavas mest befolkede distrikt, med 121.259 indbyggere, efterfulgt af Bratislava II med 108.139, Bratislava IV med 93.058, Bratislava III med 61.418 og Bratislava I med 44.798. Den største etniske gruppe i 2001 var slovakkere med 391.767 indbyggere (91,37 % af befolkningen, mens ungarere udgjorde 16.541 (3,84 %) og tjekkere 7.972 (1,86 %). Andre etniske grupper var tyskere (1.200, 0,28 %), mordovere (635, 0,15 %), kroatere (614, 0,14 %), rutenere (461, 0,11 %), ukrainere (452, 0,11 %), sigøjnere (417, 0,08 %) og polakker (339, 0,08 %).

### Alder
I følge det estimerede befolkningstal for 2005 var gennemsnitsalderen i byen 38,7 år, fordelt som følgende: 51.783 indbyggere i alderen 0–14, 12,1 %; 281.403 i alderen 15–59, 65,6 %; og 92.273 over produktiv alder (55+ for kvinder, 60+ for mænd), 21,5 %.

### Religion
Folketællingen i 2001 viste at 243.048 indbyggere var romersk-katolske (56,7 %), 125.729 ateister (29,3 %), 24.810 lutheranere (6 %), 3.163 græsk-katolske (0,7 %), 1.918 reformerte kristne, 1.827 Jehovas vidner, 1.616 øst-ortodokse, 737 metodistiske protestanter, 748 jøder, og 613 baptister

## Historie

### Historisk befolkning
| Bratislavas befolkning, historisk udvikling |            |      |            |      |            |
| År                                          | Befolkning | År   | Befolkning | År   | Befolkning |
| 1720                                        | 11.000     | 1880 | 48.000     | 1950 | 184.400    |
| 1786                                        | 31.700     | 1900 | 61.500     | 1961 | 241.800    |
| 1802                                        | 29.600     | 1910 | 78.200     | 1970 | 291.100    |
| 1820                                        | 34.400     | 1921 | 93.200     | 1980 | 380.300    |
| 1846                                        | 40.200     | 1930 | 123.800    | 1991 | 442.197    |
| 1869                                        | 46.500     | 1939 | 138.500    | 2001 | 428.672    |

| Folketællingen i 1930 |            |
| Etnisk gruppe         | Befolkning |
| slovakkere            | 60.013     |
| tyskere               | 32.801     |
| ungarere              | 18.890     |
| jøder                 | 4,747      |
| rutenere              | 199        |
| Andre                 | 247        |

| Folketællingen i 1910 |            |
| Etnisk gruppe         | Befolkning |
| tyskere               | 32.790     |
| ungarere              | 31.705     |
| slovakkere            | 11.673     |
| kroatere              | 351        |
| serbere               | 24         |
| Andre                 | 1.638      |
| af disse jøder        | 8.207      |

### Etniske grupper
Fra byens begyndelse til det 19. århundrede var tyskerne den dominerende etniske gruppe i Bratislava. Imidlertid, efter Det Østrig-ungarske kompromis i 1867 begyndte en aktiv magyarisering, og ved slutningen af 1. verdenskrig var Bratislava en tysk-ungarsk by, med slovakkere som største minoritet. Ved starten af 1. verdenskrig havde 40  af indbyggerne i Pressburg ungarsk som modersmål, mens 42  havde tysk og 15 % slovakisk. Efter dannelsen af Tjekkoslovakiet i 1918 forblev Bratislava en multietnisk by, men med en anderledes demografisk trend. Andelen af slovakkere og tjekkere øgede, mens andelen af tyskere og ungarere sank. I 1938 var 59 % af befolkningen slovakkere eller tjekkere, mens tyskere udgjorde kun 23 % og ungarere 13 %. Dannelsen af den første slovakiske republik i 1939 førte til mange ændringer, mest nævneværdig fordrivelsen af mange tjekkere og jøder. I 1945 blev mange tyskere evakueret eller flyttet fra byen efter genoprettelsen af Tjekkoslovakiet. Det samme skete med mange ungarere, som blev beskyldt for at samarbejde med nazisterne (Beneš-dekreterne, delvis ophævet i 1948).
. 
Dette førte til at byens multikulturelle karakter blev kraftigt formindsket, og byen fik en klarere slovakisk karakter. Hundredvis af indbyggere blev udvist under kommunsternes undertrykkelse af folket i 1950'erne, hvor målet var at udskifte "reaktionære" mennesker med proletarer. Siden 1950'erne har slovakkere været den dominerende etniske gruppe i byen, eftersom den udgør opimod 90 % af indbyggerne.